# 赵王新河
赵王新河，位于中华人民共和国河北省中部，是大清河南支中下游行洪排沥通道，为人工开挖扩挖的河道。历史上赵王河是白洋淀唯一的泄洪河道，但赵王河河槽窄小，百草洼内苇田和杂草丛生，泄水不畅。中华人民共和国成立后，先后建设了枣林庄分洪道（枣林庄枢纽）、赵王新河和赵王新渠，三段统称为赵王新河，全长38.43千米。枣林庄分洪道起于任丘市苟各庄镇（现由雄县托管）枣林庄村，向东至苟各庄村北，全长8.015千米，分左右两槽，左槽为主槽，右槽为赵王河故道。赵王新河段原称“百草洼赵王新河”，起自百草洼内枣林庄分洪道，向东至文安县史各庄镇王村赵王新渠泄洪闸（王村泄洪闸），全长10.68千米。赵王新渠起自王村泄洪闸，向东北至文安县苏桥镇崔家坊村西南接东淀大清河，全长18.43千米。